# Сьверчина (гміна Опочно)
Сьверчина (пол. Świerczyna) — село в Польщі, у гміні Опочно Опочинського повіту Лодзинського воєводства.
У 1975-1998 роках село належало до Пйотрковського воєводства.